# ستيفن إي. هاغرتي
ستيفن إي. هاغرتي (بالإنجليزية: Stephen E. Haggerty)‏ هو عالم فيزياء الأرض أمريكي، ولد في 1938.